# Красные (фракция польского восстания)
Красные — политическая организация повстанцев во время подготовки и начала польского восстания 1863—1864 годов. Их политические взгляды (требования немедленной земельной и других социальных реформ) были противопоставлены «белым». Начало объединения принято связывать с организаторами патриотических демонстраций 1861 года в Царстве Польском.

## Политическая программа
Считали, что землю крестьянам надо отдать без компенсации помещикам. «Красные» прежде всего группировались вокруг Варшавской медико-хирургической академии и гимназий Варшавы.

## Деятели
Наиболее значительными представителями «красных» были:
- Константин Калиновский
- Владислав Малаховский
- Оскар Авейде
- Стефан Бобровский
- Игнацы Хмеленьский
- Ярослав Домбровский
- Агатон Гиллер
- Зыгмунт Падлевский
- Сигизмунд Сераковский
- Бронислав Шварце
- Юлиан Бакшанский